# Етелкез
Етелкез (мађ. Etelköz) је била област коју су насељавали Мађари од 830. до 895. пре него што су под притиском Печењега дошли на данашње просторе Панонске низије. (Aτελκoυζoυ, Aτελ και Oυζoυ.., изговор:  Ателкузу (Atelkuzu, Atel ke uzu).
Не зна се поуздано где се налазио Етелкез. Етел на старотурском је у ствари река Волга, а кез (мађ. köz) значи „између”. По томе место Етелкез би било између реке Волге и доњег дела Дунава (Локација на мапи линијом од броја 3 до броја 4.) По неким теоријама и историчарима Етелкез је био у околина реке Дњепар.